# ヴァンデの反乱
ヴァンデの反乱（ヴァンデのはんらん、仏: Rébellion Vendéenne）は、フランス革命期1793年3月10日からフランス西部地方4県にまたがるカトリック信仰に篤い地域から発生した農民蜂起・内戦である。革命政府による重税、徴兵令や、カトリック教会への抑圧(聖職者民事基本法)などの反発でフランス西部・ヴァンデ地方から始まった民衆蜂起は、「カトリック王党軍」という反乱軍を組織して、共和軍との数年に及ぶ内戦となった。
フランス革命とはブルジョアジー層が本来は絶対王政の打破・立憲君主制国家樹立レベルを目指して起こした革命であったが、都市の下層民（サンキュロット）の熱量を吸収して激化し、各種王政自体の打倒・共和制移行まで突っ走った。そして、フランス革命政府(ジャコバン派政権)が、対外戦争に備えて、1793年2月24日に30万人募兵法を布告したものの、その徴兵は富裕な者は代りの者を出すことが許され、役人は兵役が免除されていたことから、農民層には著しく不利だと受け止められた。そして、以前からの都市に対する農村の不満も背景にあり、「都市住民(革命派)による農村破壊に対する異議申し立て」が反乱の形になった。反乱開始後から革命政府の国民公会の制定した法令により、反革命派へ徹底した弾圧が行われた内乱に発展したため、フランスではヴァンデ戦争（仏: Guerre de Vendée）とも言う。この戦争中の1793年の冬から1794年の春にかけて、ロベスピエールらの恐怖政治下で政府軍による残忍な虐殺が発生したことでも有名である。その後のフランス共和国の歴史はテルミドール9日のクーデター(革命派内の対立によるジャコバン派政権へのクーデター)、ナポレオン時代の後、復古王政による立憲王政化で農村共同体基盤社会が復活した。フランス共和国が近代化に向かったのは七月王政期の産業革命を経た後からである。

## 概要
1793年3月、不平等な30万人募兵令に反発しフランス各地で蜂起が起こった。大抵はすぐに鎮圧されたが、フランス西部ヴァンデ地方の農民たちは軍事経験の豊富な貴族たちを指導者に立て、優秀な指導者たちは蜂起軍を組織化していき、カトリック王党軍と名乗った。3月11日にマシュクールで発生した反乱軍による共和派の虐殺を受け、共和国は反乱を徹底的に鎮圧することを決定する。
なかなか鎮圧されない蜂起は国民公会の脅威となった。カトリック王党軍の主張はジャコバン派の主張との類似点が多数ある。
1793年8月、国民公会は「ヴァンデの絶滅」とする法令を制定し、共和国軍は少しずつ蜂起の地域を包囲する準備を進めていく。
10月17日のショレの戦いの敗北で本拠地を追われた約4万人のカトリック王党軍主力軍は、避難してきた約５万人の民衆を伴いロワール川を渡った。共和国軍に追われるカトリック王党軍は、度重なる戦い、飢餓、赤痢、冬の寒さ弾薬不足などにより弱体化していき、1793年12月のル・マン、サヴネの戦いの敗北によってカトリック王党軍の主力軍は壊滅し、組織的抵抗は終息した。
1794年1月21日以後、国民公会は地獄部隊を組織し、ヴァンデ地方で無差別な虐殺や放火をそれまで以上に激しく行った。戦いは少人数によるゲリラ戦に変化して長く不毛な戦いが続いた。ヴァンデ側の指導者は相次いで死亡して、1796年7月にはオッシュ将軍によって鎮圧宣言が出され、寛容令もあって宗教的動機をもった農民の反乱は終息に向かったが、今度は外国に援助された王党派亡命貴族が抵抗を継続した。コンコルダートを結んで和解を進めた第一統領ナポレオンが 1801年に正式に終結させた。
ヴァンデ戦争の死者数は両陣営合わせて11万7千人から45万人と推定されている。また、ナントやアンジェなどの都市部では革命政府が派遣した派遣議員の命令により、1万5千人が銃殺・溺死・ギロチン刑に処され、地方では地獄部隊によって多くの村落が焼き払われ、約2万人から5万人の民間人が虐殺された。
ブルターニュ、メーヌ、アンジュー、ノルマンディーで発生したゲリラ組織「シュアヌリ（ふくろう党）の反乱」と結びついており、これらの反乱は時に『西部戦争（仏: Guerres de l'Ouest）』と総称される。

## 経緯

### 武装蜂起

ヴァンデ地方とカトリック王党軍の進路

元々、ヴァンデを中心とするフランス西部は信仰心の篤い地域だった。1789年に勃発したフランス革命には当初は好意的で領主権や十分の一税の廃止を喜んで受け入れたが、その後行われた教会と僧侶に対する弾圧、国王処刑、増税、30万人募兵の不公平に反感を持つようになった。特にキリスト教否定運動に対する反発は強く、ヴァンデでは大多数の市民が教会の祭壇を守るために立ち上がったのであった。
そうした中、30万人募兵令に基づく徴集兵を決めるくじ引きが予定されていた1793年3月11日、メーヌ＝エ＝ロワール県ショレの人々が決起、各地の農民も蜂起し、わずか10日余りの間にフランス西部の3分の2の地域で騒乱状態となった。指導者にはそれぞれ軍人である地方貴族を担ぎ上げて、各地の反乱軍と合流しながら政府軍を打ち破り、ヴァンデ地方を支配下に置いた。特に3月11日に農民がマシュクールの町を制圧し、数百人の共和主義者を虐殺する事件が発生したことは、革命派に強い危機感を抱かせるきっかけとなった。国民公会は3月19日、「武器を所有している反乱者全員を処刑し、その財産を没収する」という厳しい処置を取ったが、国境に国民衛兵を送っているため兵力が不足しており、鎮圧することができなかった。反乱軍は次第に力を持ち始め、政府が国境の軍隊を配備しても、思うような成果はあげられなかった。
反乱軍は自らを「カトリック王党軍」と名乗り、行商人出身のジャック・カトリノーが最高司令官に選ばれた。ヴァンデの民衆反乱は当初3万人規模を擁する大規模なものであった。この頃には連戦連勝で勢力圏を拡大し、ブルターニュのゲリラ組織シュアヌリ（ふくろう党）と合流するために6月にはナント市を攻略した。しかし、ナント市民は政府軍と協力して徹底抗戦した。カトリック王党軍がナントの市内にまで進入し勝利も目前だと思われたとき、最高司令官のカトリノーが銃撃に倒れ、兵士たちはパニックに陥り撤退を余儀なくされた。カトリノーは2週間後の7月14日に死亡した。

### 政府軍の反撃

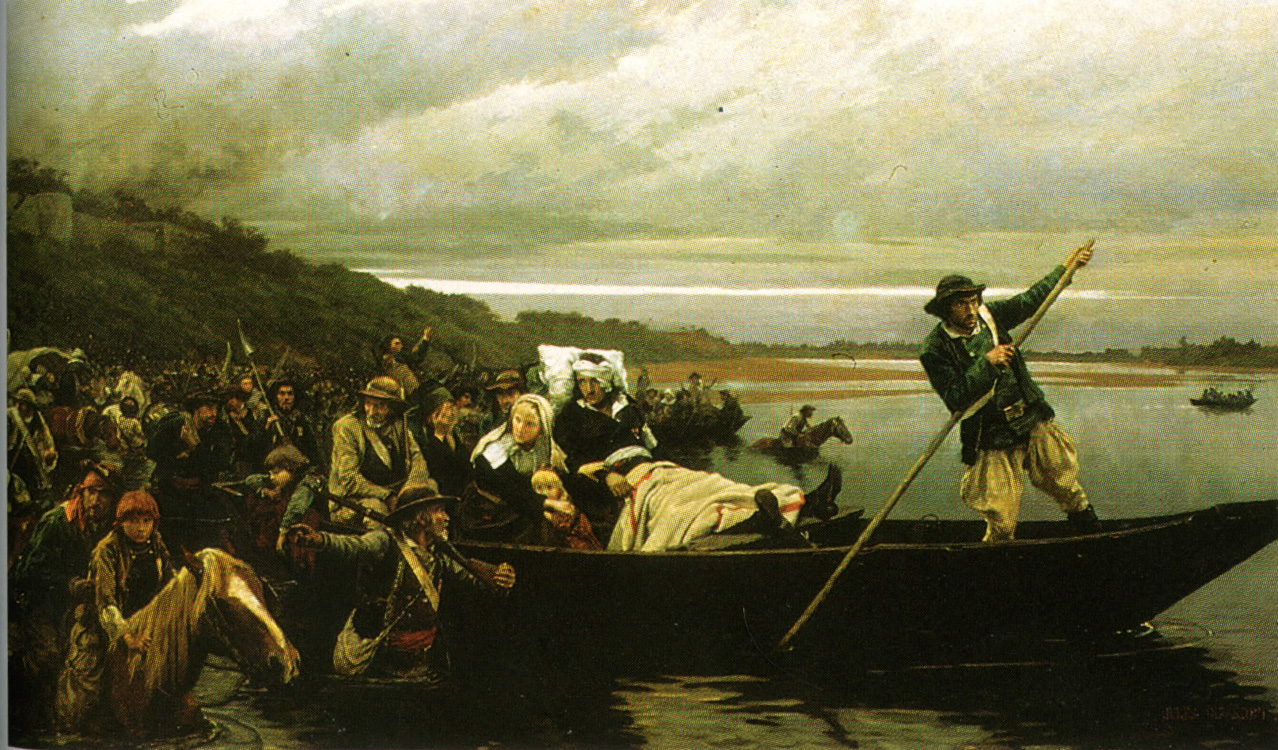
ロワール川を越えて北上するカトリック王党軍（ジュール・ジラルデ画）

1793年8月に国民公会は革命政府軍にヴァンデの破壊命令を出している。指令は、「戦争に関わった可能性のある者は、老若男女を問わず、容赦なく殲滅せよ」というものであった。それを受けて政府軍は森林、畑、家、教会を荒らし、人間を無差別に殺害した。
一方、反乱軍では退却後、カトリノーの死の影響が大きく離脱者が続出し統制が取れなくなっていた。93年末には反乱軍はその勢力をほぼ失った。反乱軍は、英仏海峡を目指して転進したが、グランヴィルの前面で退けられ、敗退を続け、食糧もなく疫病が流行り、士気も低下した。にもかかわらず、政府軍の無差別攻撃により逃げ出してきた農民をも含め、10余万人にも膨れ上がってしまった。彼らは遂に諦めて故郷に帰ろうとロワール川を越えて北上したが、サヴネの町での戦闘で壊滅した。捕虜になった者はナントに連行され、ロワール川に浮かぶ廃船に積み込まれて沈められた。

### その後
その後も政府は「地獄部隊」と名付けられた連隊を派遣し、同様の作戦を続けたため、ヴァンデ地方では反乱は小規模なゲリラ戦に形を変え続いたが、1794年に反乱鎮圧に派遣されたルイ＝ラザール・オッシュが軍司令官として赴任すると、捕虜の農民兵との面談から、農民が反乱に加わったのは宗教的自由のためであって、寛容政策をとれば彼らは王党派反乱から離脱するだろうということを知り、政策変更に踏み切った。この政策変更が功を奏して、1795年2月にはヴァンデ反乱軍は瓦解し始めた。
同年6月15日、イギリスの支援で王党派部隊がキブロンに上陸したが、ヴァンデ反乱軍は撃退されて大半が捕虜となるなど致命的な打撃を受けた。執拗にゲリラ戦を続けていた最後の生き残りの指導者シャレットも検挙されて銃殺された。しかし、シュアヌリ（ふくろう党）がこのように長期にわたって活動を持続できたのは、地域住民からの強い支持があったためと、地元の地理に深く通暁していたためであった。
オッシュは1796年までにヴァンデ地方の平定を宣言。 1801年には、執政官ナポレオン・ボナパルトがローマ教皇と和解し、ヴァンデに対して数々の復興の政策を講じることでこの反乱は完全に終結した。
ヴァンデの反乱は、20世紀に入るとジェノサイドと結び付けられて論じられるようになった。